# Vassili Tchouïkov
Vassili Ivanovitch Tchouïkov (en russe : Василий Иванович Чуйков) est un maréchal soviétique, né le 12 février 1900 à Serebrianye Proudy et mort le 18 mars 1982 à Moscou.

## Biographie
Né dans une famille paysanne de condition modeste le 12 février 1900, Tchouïkov rejoint l'Armée rouge en 1918, après la révolution russe de 1917. L'année suivante, il devient membre du Parti communiste de l'Union soviétique. Il rentre plus tard à l'Académie militaire Frounze. Il est envoyé pendant dix ans en Chine.
En 1939, Tchouïkov participe en tant que lieutenant général de l'Armée rouge à l'invasion soviétique de la Pologne, puis, en 1940, à la guerre d'Hiver contre la Finlande. Peu après, il est renvoyé en Chine pour conseiller Tchang Kaï-chek dans le cadre de la seconde guerre sino-japonaise. En mai 1942, il est rappelé sur le front ouest, comme chef d'état major de la 64e armée (appelée 1re armée de réserve jusqu'en juillet 1942), dont il assure le commandement effectif pendant la majeure partie de la bataille de la boucle du Don en juillet-août. Le 12 septembre, la veille de l'offensive allemande, il est nommé à la tête de la 62e armée pour défendre la ville de Stalingrad, en état de quasi-isolement, puisqu'elle ne peut être ravitaillée que par bateaux et supporte, pendant près de trois mois, l'assaut de dix divisions allemandes. Malgré ces conditions extrêmement difficiles, Tchouïkov reste dans la ville durant toute la bataille, ne laissant parfois son quartier général qu'à quelques centaines de mètres des lignes ennemies. La 62e armée, en servant de point de fixation aux efforts allemands pendant ces longs mois, apporte une contribution majeure au succès de la contre-offensive de Stalingrad : l'opération Uranus. Tchouïkov reçoit le titre de héros de l'Union soviétique et la 62e armée devient la 8e armée de la Garde. Tchouïkov commande cette dernière en Biélorussie, en Pologne puis dans le Reich, et participe, comme commandant de cette armée, à l'offensive sur Berlin en avril 1945.

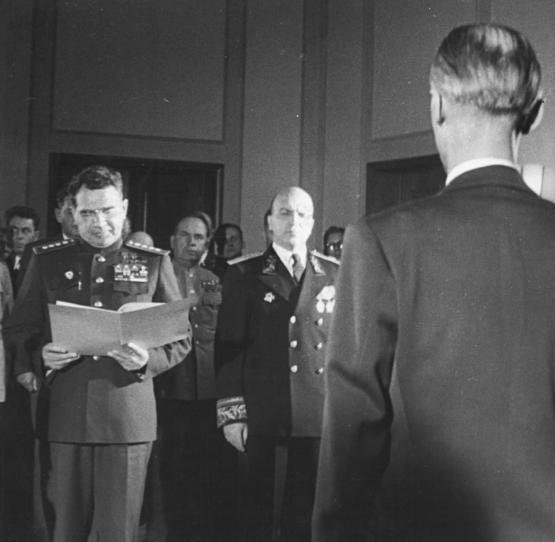
Vassili Ivanovitch Tchouïkov à Berlin-Est en 1949 (au second plan, à gauche, en train de lire) : fondation de la République démocratique allemande.

En 1955, Tchouïkov est honoré du titre de maréchal de l'Union soviétique. Il reste en Allemagne comme premier adjoint puis commandant en chef (1948) de la zone d'occupation soviétique jusqu'en 1953. Il est ensuite promu commandant du secteur militaire de Kiev. De 1960 à 1965, il est commandant en chef des forces terrestres soviétiques, puis, de 1965 à sa retraite, en 1972, chef de la défense civile. Durant cette période, il est membre du Comité central du Parti communiste de l'Union soviétique.
Il est également consultant pour la construction du mémorial de la Bataille de Stalingrad, où il est enterré après sa mort survenue le 18 mars 1982. C'est le premier maréchal à être enterré hors de Moscou. Son pistolet de maréchal est actuellement exposé au mémorial de Caen, aux côtés d'un fusil de tireur d'élite Mosin-Nagant. Son épouse Valentina Petrovna Tchouïkova est morte en 1984.

## Dans la fiction
- 1949 : La Chute de Berlin, film de Mikhaïl Tchiaoureli, joué par Boris Tenine.

## Distinctions
- Héros de l'Union soviétique
- Ordre de Lénine
- Ordre de l'Étoile rouge
- Ordre de Souvorov de 1er classe
- Ordre du Drapeau rouge
- Ordre de la révolution d'Octobre
- Ordre du Mérite patriotique (RDA)
- Étoile de l'amitié des peuples (RDA)
- Ordre de Sukhe Bator
- Ordre de la Croix de Grunwald de 2e classe
- Ordre militaire de Virtuti Militari
- Ordre du Nuage et de la Bannière
- Distinguished Service Cross
- Grand-croix de l'ordre Polonia Restituta
- Médaille pour la Défense de Moscou
- Médaille pour la Défense de Stalingrad
- Médaille pour la Libération de Varsovie
- Médaille pour la victoire sur l'Allemagne